# جيرارد سنكلير
جيرارد سنكلير (بالإنجليزية: Gerard Sinclair)‏ هو كاتب عدل ‏ بريطاني، ولد في القرن العشرين.